# Gustave Chouquet
Pour les articles homonymes, voir Chouquet.
Adolphe-Gustave Chouquet, né le 16 avril 1819 au Havre et mort le 30 janvier 1886 à Paris, est un musicologue, librettiste, critique musical et conservateur de musée français.

## Biographie
Fils d’un banquier havrais, Chouquet montra de bonne heure un gout prononcé pour la musique. Pendant les six années qu’il passa, à Paris, à l’institution Massin, il consacrait presque toutes ses récréations à l’étude du chant et du piano et suivait assidument les concerts du Conservatoire. Reçu bachelier ès lettres en 1836, il retourna au Havre, mais son père trouva bientôt ruiné après avoir créé la Compagnie du chemin de fer de Paris à la mer. En 1840, il se décida à s’expatrier, avec sa famille aux États-Unis, et c’est à New York qu’il produisit ses premiers essais de critique musicale. Pendant seize ans, il envoya de cette ville de nombreuses correspondances à des journaux français, tout en se consacrant à l’enseignement de la littérature et de l’histoire françaises. Il a également publié plusieurs manuels d’enseignement du français langue étrangère. Mais le climat était contraire à sa santé, et une grave maladie des voies respiratoires l’obligea à renoncer à cette carrière fatigante et à habiter un climat tempéré.
Il revint donc en France, passa plusieurs hivers dans le midi, avant de s’établir définitivement à Paris, en 1800. Il devint l’un des collaborateurs les plus actifs de la France musicale puis de l'Art musical, et se fit connaitre par les paroles d’un assez grand nombre de romances, cantates, scènes chorales et chœurs orphéoniques. Ayant pris part à un concours ouvert par l’Académie des beaux-arts, il se vit, en 1864, décerner le prix Bordin pour une Histoire de la musique depuis le XIVe siècle jusqu’à la fin du XVIIIe siècle, restée inédite. L’Académie ayant mis au concours, en 1888, le sujet Définir la musique dramatique : faire connaitre ses origines et ses divers caractères : déterminer les causes sous l’influence desquelles prédomine ou s’affaiblit, dans l’art musical, l’élément dramatique, et, à ce point de vue, donner un aperçu sommaire de l’histoire de la musique dramatique en France, depuis et y compris Lully jusqu’à nos jours, il concourut de nouveau et fut récompensé une seconde fois. Il a publié ce travail sous le titre d’Histoire de la musique dramatique en France, depuis ses origines jusqu’à nos jours, après en avoir développé la fin et accompagnant de quelques documents utiles. Cet ouvrage, important en ce qu’il embrasse dans leur ensemble et dans leur développement les différentes phases par lesquelles a passé la musique dramatique en France, est le premier de ce genre en France. Les recherches historiques en sont exactes. Il a également collaboré au Dictionnaire des Beaux-arts publié par l'Institut de France et fourni des articles, notamment sur Constantin Huygens et Octave Fouque, au Ménestrel.
En 1871, il fut nommé conservateur du Musée instrumental du Conservatoire, musée dont le premier fond avait été formé de la collection Clapisson, acquise par l’État. Dans ce nouveau poste, il a enrichi par le musée par ses acquisitions intelligentes, malgré l’insuffisance des ressources mises à sa disposition. Il eut également la chance de recevoir de Victor Schœlcher, député à l’Assemblée nationale, une intéressante collection d’instruments de musique africains et américains et de pouvoir effectuer l’acquisition de la collection du docteur Fau. Ayant également entrepris de dresser un catalogue descriptif et raisonné des richesses qu’il contenait, entreprise délicate et laborieuse, il fut bientôt en état d’en publier le catalogue sous le titre Le Musée du Conservatoire de musique, catalogue raisonné des instruments de cette collection, répertoriant les 630 pièces dont se composait alors le Musée du Conservatoire. Une seconde édition, illustrée, de ce travail, a paru en 1884.
Parmi les cantates dont il a écrit les paroles, on cite David Rizzio, sur une musique de Laurent de Rillé, exécutée à l’Opéra-Comique, et qui a valu le grand prix de Rome à Massenet en 1867. Son Hymne à la Paix a remporté le prix de poésie au concours de l’Exposition universelle de 1867.
D’un tempérament frêle et délicat, Chouquet fut frappé d’une paralysie à laquelle il succomba en quelques jours, âgé de soixante-cinq ans. Il était chevalier de la Légion d’honneur,.

## Publications
- Histoire de la musique dramatique en France depuis ses origines jusqu'à nos jours, Paris, Firmin-Didot, 1873, 448 p. (lire en ligne).
- Catalogue des instruments de musique du musée du Conservatoire, Paris, Firmin-Didot, 1875, xvi-276, in-16 (OCLC 457679999).
- Le Musée du Conservatoire national de musique : catalogue descriptif et raisonné, Paris, Firmin-Didot, 1884, 1 vol. ; in-8° (OCLC 1040858725).